# Musikjahr 1862
Liste der Musikjahre

◄◄ | ◄ | 1858 | 1859 | 1860 | 1861 | Musikjahr 1862 | 1863 | 1864 | 1865 | 1866 | ► | ►►

Weitere Ereignisse
Dieser Artikel behandelt das Musikjahr 1862.

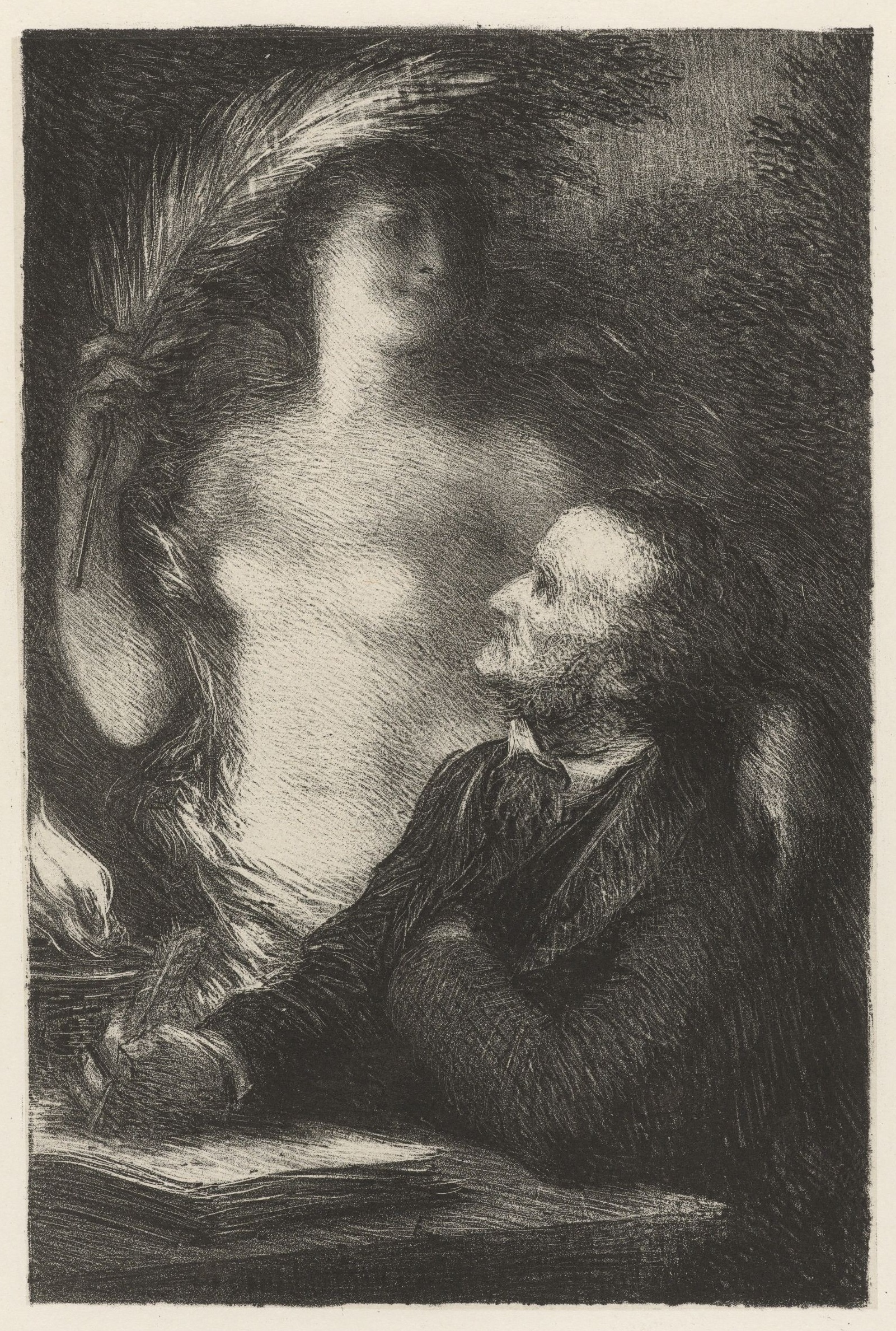
Henri Fantin-Latour: La Muse (Richard Wagner), Lithographie 1862

## Ereignisse

### Uraufführungen

#### Instrumental- und Vokalmusik

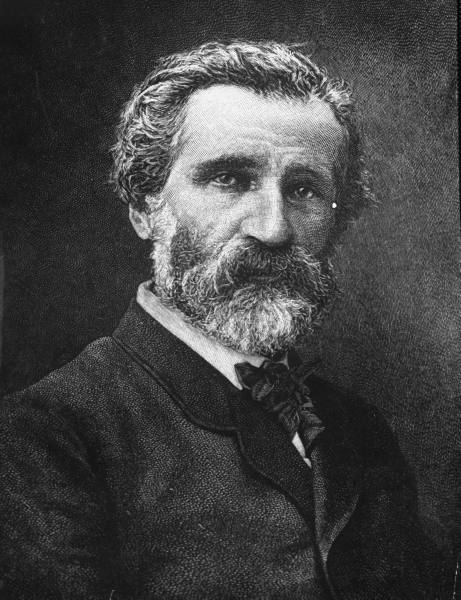
Giuseppe Verdi um 1860

- 24. Mai: Die anlässlich der Weltausstellung London 1862 von Giuseppe Verdi komponierte weltliche Kantate Inno delle nazioni (Hymne der Nationen), die zu Frieden und zur Verbrüderung der Völker aufruft, wird am Royal Opera House in London unter der Leitung von Luigi Arditi uraufgeführt. Der Text der Komposition stammt von Arrigo Boito.
- 07. Dezember: Die Deuxième Messe pour les sociétés chorales von Charles Gounod wird in Saint-Eustache (Paris) uraufgeführt.
- Camille Saint-Saëns: Cellokonzert Nr. 1 a-moll op. 33

#### Oper
- 15. Februar: Die Oper Die Katakomben von Ferdinand Hiller wird in Wiesbaden uraufgeführt.
- 26. Juni: In Budapest findet die Uraufführung der komischen Oper Sarolta von Ferenc Erkel statt.
- 09. August: Anlässlich der Eröffnung des Theaters Baden-Baden wird die zweiaktige Oper Béatrice et Bénédict von Hector Berlioz uraufgeführt. Das Libretto, frei nach William Shakespeares Viel Lärm um nichts stammt vom Komponisten selbst.
- 10. November: In Sankt Petersburg wird die Oper La forza del destino von Giuseppe Verdi mit dem Libretto von Francesco Maria Piave nach der Vorlage Don Álvaro o la fuerza del sino des spanischen Herzogs Ángel de Saavedra uraufgeführt und vom Publikum mit überschäumender Begeisterung aufgenommen.
- 21. November: Die Uraufführung der Oper Blanche de Nevers von Michael William Balfe erfolgt im Covent Garden in London.

#### Operette
- 09. April: Die Uraufführung der Operette Estrella de Soria von Franz Berwald erfolgt am Königlichen Theater in Stockholm.
- 26. April: Der Uraufführung der ursprünglich für das Theater an der Wien geschriebenen und für das Theater am Franz-Josefs-Kai in Wien adaptierten Operette Die Kartenschlägerin von Franz von Suppè ist kein Erfolg beschieden.
- 25. Oktober: Die Operette Zehn Mädchen und kein Mann von Franz von Suppè hat ihre Uraufführung am Theater am Franz-Josefs-Kai in Wien. Das Libretto stammt von Friedrich Wilhelm Riese unter dem Pseudonym Wilhelm Friedrich.

#### Singspiel
- 07. Januar: Frühere Verhältnisse, eine Posse mit Gesang in einem Akt von Johann Nestroy mit der Musik von Anton M. Storch wird am Wiener Quai-Theater uraufgeführt.
- 01. Februar: Die Uraufführung der „indianischen Faschingsburleske“ Häuptling Abendwind oder Das gräuliche Festmahl von Johann Nestroy mit Musik von Jacques Offenbach findet am Quai-Theater in Wien statt. Es ist das letzte von Nestroy verfasste Stück, am 25. Mai stirbt er im Alter von 60 Jahren in Graz. Seine letzte Rolle ist die Paraderolle des Knieriem in Der böse Geist Lumpazivagabundus.
- 00. Februar: Das Märchensingspiel Hansel und Gretel von Georg Kremplsetzer wird im Konzerthaus Odeon in München uraufgeführt. Wilhelm Busch weicht in seinem Libretto stark von der Vorlage der Brüder Grimm ab.

#### Tanztheater
- 30. Januar: Das Ballett La Fille du Pharaon von Cesare Pugni mit der Choreographie von Marius Petipa hat am Mariinski-Theater in Sankt Petersburg seine Uraufführung.

### Populäre Musikstücke
- vor Juli: Das Negro Spiritual Go down Moses wird erstmals veröffentlicht.
- Der Text des Evangeliumsliedes My Jesus I Love Thee wird zum ersten Mal in einer christlichen Londoner Zeitschrift als geistliches Gedicht veröffentlicht.
- George Frederick Root verfasst das Lied Battle Cry of Freedom. Das ursprünglich für den Gebrauch durch die Union vorgesehene Lied wird so populär, dass es für die Konföderation adaptiert und somit auch in den Südstaaten gesungen wird.
- Der Mexikaner Narciso Serradel Sevilla komponiert in französischer Kriegsgefangenschaft das Lied La Golondrina.
- In den Vereinigten Staaten entsteht das Musikstück Taps.
- Johann Strauss (Sohn): Der Komponist brachte im Jahr 1862 folgende Werke heraus, die von seinem Publikum begeistert aufgenommen wurden und teilweise bis heute gespielt werden: Carnevals-Botschafter (Walzer) op. 270; Wiener Chronik (Walzer) op. 268; Concurrenzen (Walzer) op. 267; Motoren (Walzer) op. 265; Patronessen (Walzer) op. 264; Colonnen (Walzer) op. 262; Die ersten Curen (Walzer) op. 261; Bluette (Polka) op. 271; Lucifer-Polka op. 266; Demolirer-Polka op. 269; Studenten-Polka op. 263 und Un ballo in maschera (Quadrille) op. 272.

### Vokalmusik
- Anton Bruckner: Der Abendhimmel, WAB 55; Vier Orchesterstücke, WAB 96–97

### Kammermusik
- Anton Bruckner: Streichquartett in c-Moll, WAB 111; Rondo c-Moll, WAB 208

### Klaviermusik
- Franz Liszt: Zwei Konzertetüden S 145

### Musikwissenschaft

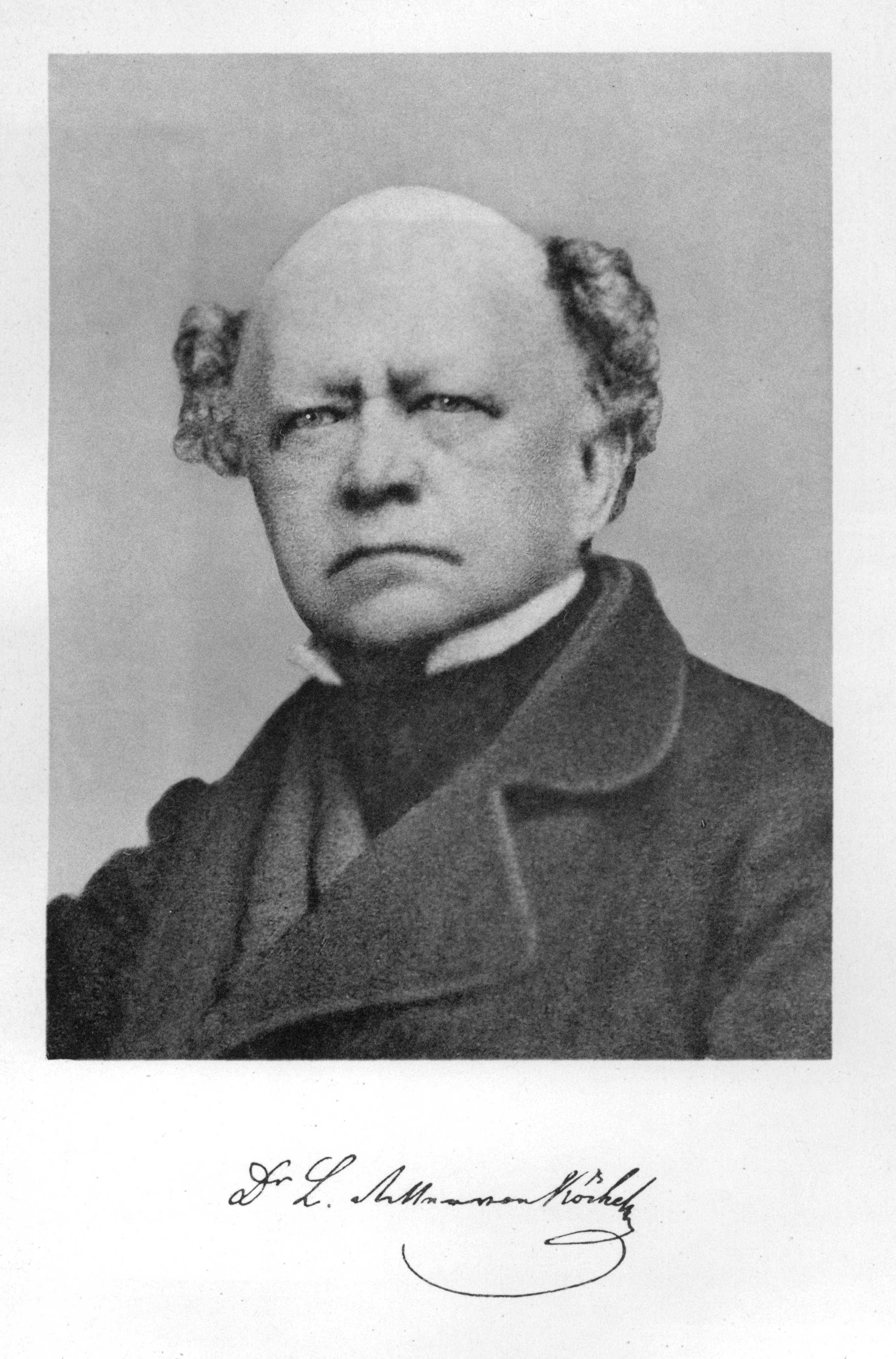
Ludwig von Köchel

- Ludwig von Köchel veröffentlicht das Köchelverzeichnis in erster Auflage, ein Werkverzeichnis der Kompositionen von Wolfgang Amadeus Mozart.
- Anton Grigorjewitsch Rubinstein gründet in Sankt Petersburg das Sankt Petersburger Konservatorium.

### Sonstige Ereignisse

#### Deutscher Bund / Habsburgerreich

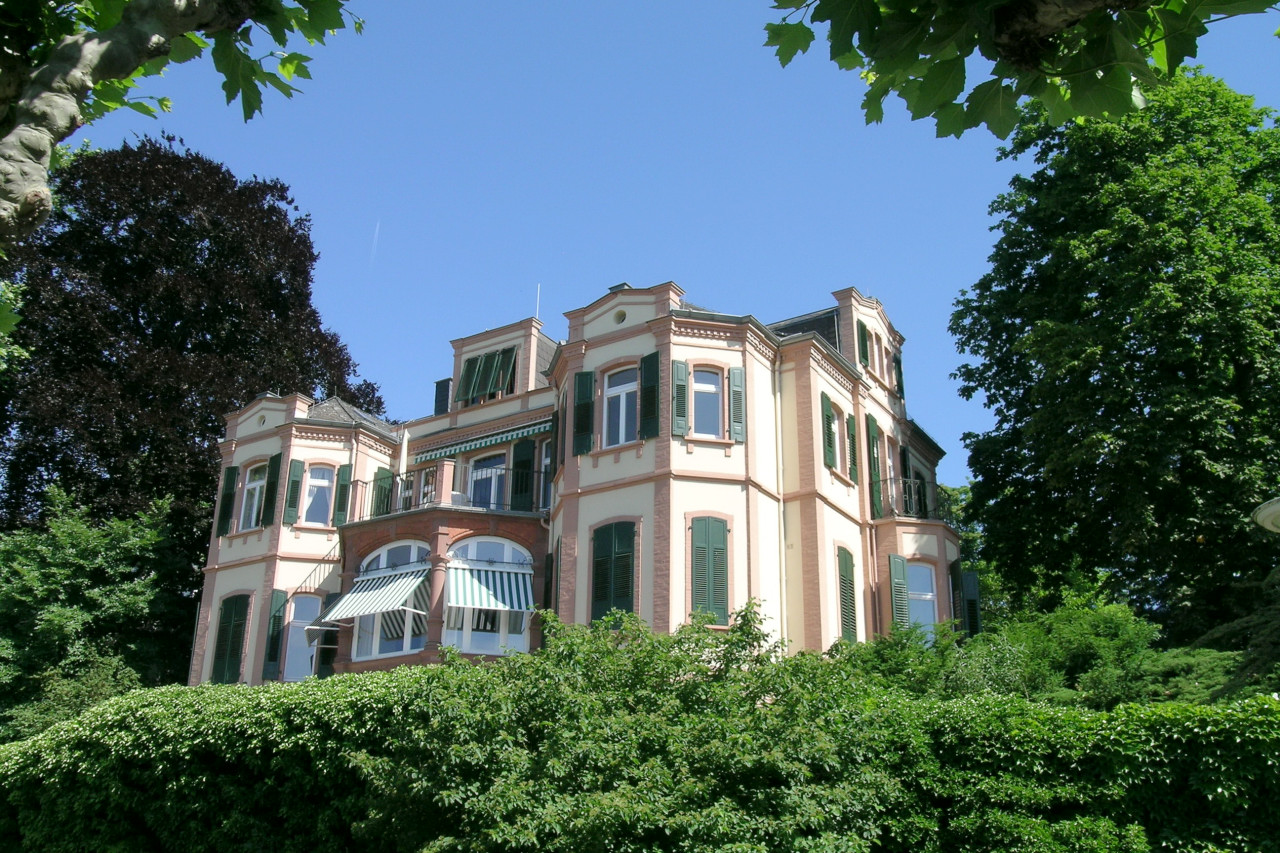
Wagners Landhaus am Rhein in Biebrich

- 00. Februar: Nachdem Richard Wagner im Auftrag des Mainzer Verlagshauses Franz Schott in nur 30 Tagen die Dichtung zu Die Meistersinger von Nürnberg verfasst hat, lässt er sich in Biebrich nieder, um mit der Komposition der Musik zu beginnen. Die Ouvertüre entsteht in wenigen Wochen nach Fertigstellung des Textes zwischen Palmsonntag und Ostern (13. bis 20. April). Diese als „Vorspiel“ bezeichnete Orchestereinleitung wird schon im Jahr der Entstehung, und bevor die ganze Oper fertig ist, bei einem Konzert unter Wagners Leitung in Leipzig dem Publikum vorgestellt. Die Oper selbst wird erst 1868 fertiggestellt.
- 21. April: Der österreichische Volkssänger Johann Fürst übernimmt das Schreyersche Affentheater im Wiener Wurstelprater.
- 01. Mai: Delegierte von 106 Vereinen gründen in Bamberg den Fränkischen Sängerbund „zum Zwecke der gemeinsamen Pflege und Förderung des deutschen Männergesanges und dadurch Veredelung der Volkssitten und Wahrung des deutschen Sinnes“. Gründungsmitglieder sind unter anderem Carl Gerster, der zum Vorsitzenden gewählt wird, Hermann Beckh, Siegmund Freiherr von Haller, Jean Dietz und Valentin Eduard Becker. Am 21. September folgt federführend durch Carl Gerster in Coburg die Gründung des Deutschen Sängerbundes, des weltgrößten Laienchorverbandes.
- Johannes Brahms wird als Chorleiter an die 1858 gegründete Wiener Singakademie geholt.
- Johannes Brahms beginnt mit der Arbeit an seiner 1. Sinfonie.
- Der böhmische Komponist Bedřich Smetana beginnt mit der Arbeit an der Oper Die Brandenburger in Böhmen.
- Der Chor von St. Bonifatius in Wiesbaden wird gegründet.
- Der Breslauer Orchesterverein wird gegründet.

#### Frankreich
- Noé, die letzte Oper von Fromental Halévy, an der er seit 1858 gearbeitet hat, ist beim Tod des Komponisten am 17. März noch unvollendet. Halévys Schüler Georges Bizet übernimmt die Arbeit an dem Werk.

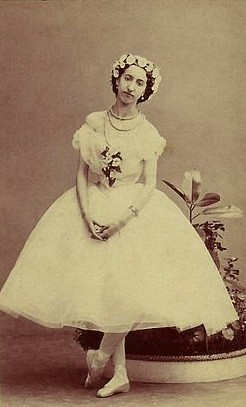
Emma Livry 1862

- 15. November: Bei einer Bühnenprobe für das Ballett La muette de Portici an der Pariser Oper fängt das Kostüm der Ballerina Emma Livry am Rampenlicht Feuer. Sie erleidet so schwere Verletzungen, dass sie ein halbes Jahr später an deren Folgen stirbt.
- Die Umgestaltung der Pariser Boulevards durch Georges-Eugène Haussmann führt zum Abriss der meisten Theater auf dem Boulevard du Temple, darunter unter anderem auch das Théâtre des Funambules. Das Théâtre-Lyrique wird von seinem ursprünglichen Platz auf dem Boulevard in die Nähe der Place du Châtelet nahe der Seine verlegt.

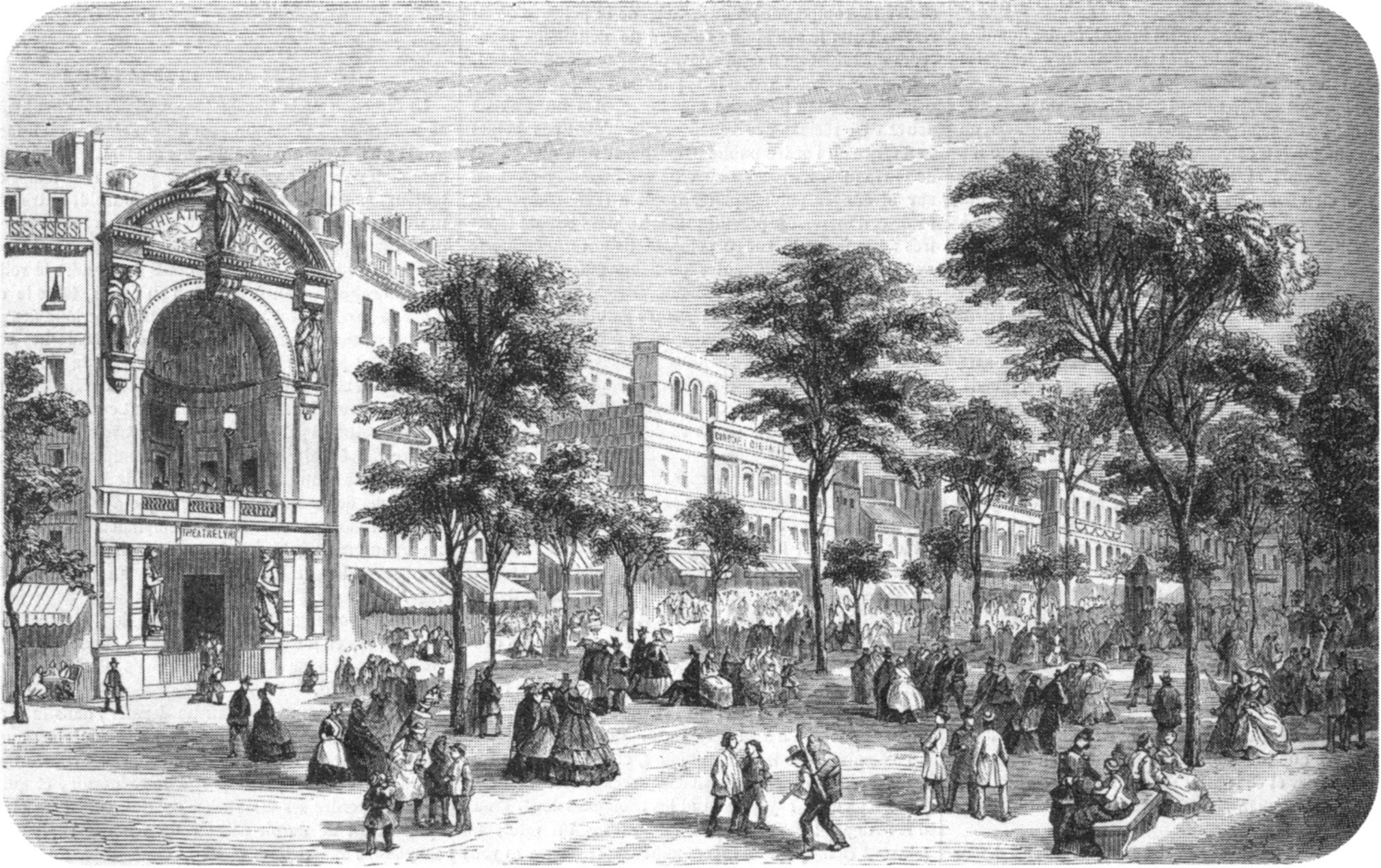
Ursprüngliches Gebäude der Institution, Théâtre Historique auf dem Boulevard du Temple (1862, kurz vor dem Abriss)
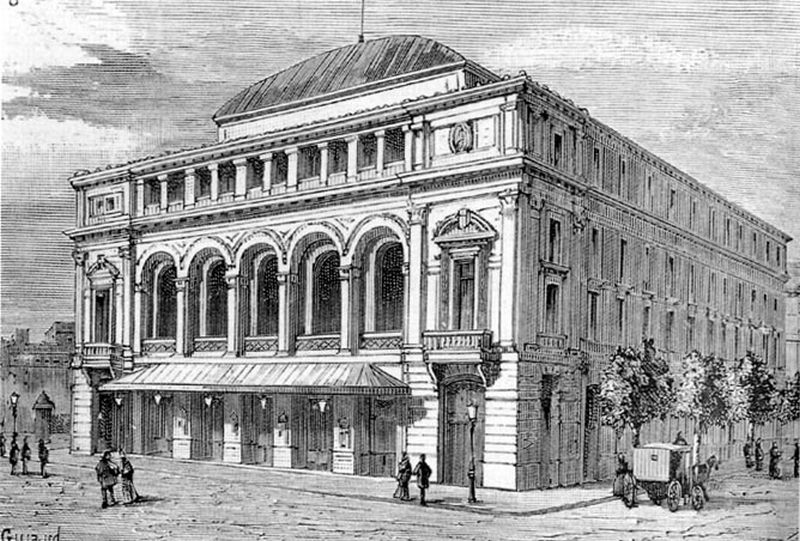
Das Théâtre-Lyrique, Gebäude des Theaters ab 1862 (Abbildung von 1863)

#### Russland
- In St. Petersburg schließen sich fünf russische Komponisten zur Gruppe der Fünf zusammen. Ziel von Mili Balakirew, Alexander Borodin, César Cui, Modest Mussorgski und Nikolai Rimski-Korsakow ist die Förderung einer nationalrussischen Musik in der Nachfolge Michail Glinkas und damit die Abgrenzung zu westlich orientierten Strömungen in der russischen Komposition.

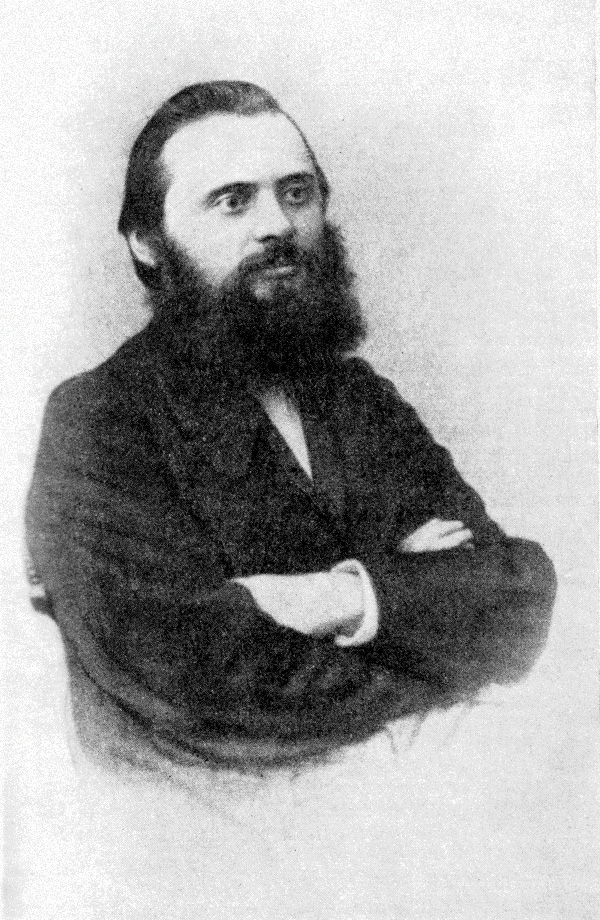
Mili Balakirew
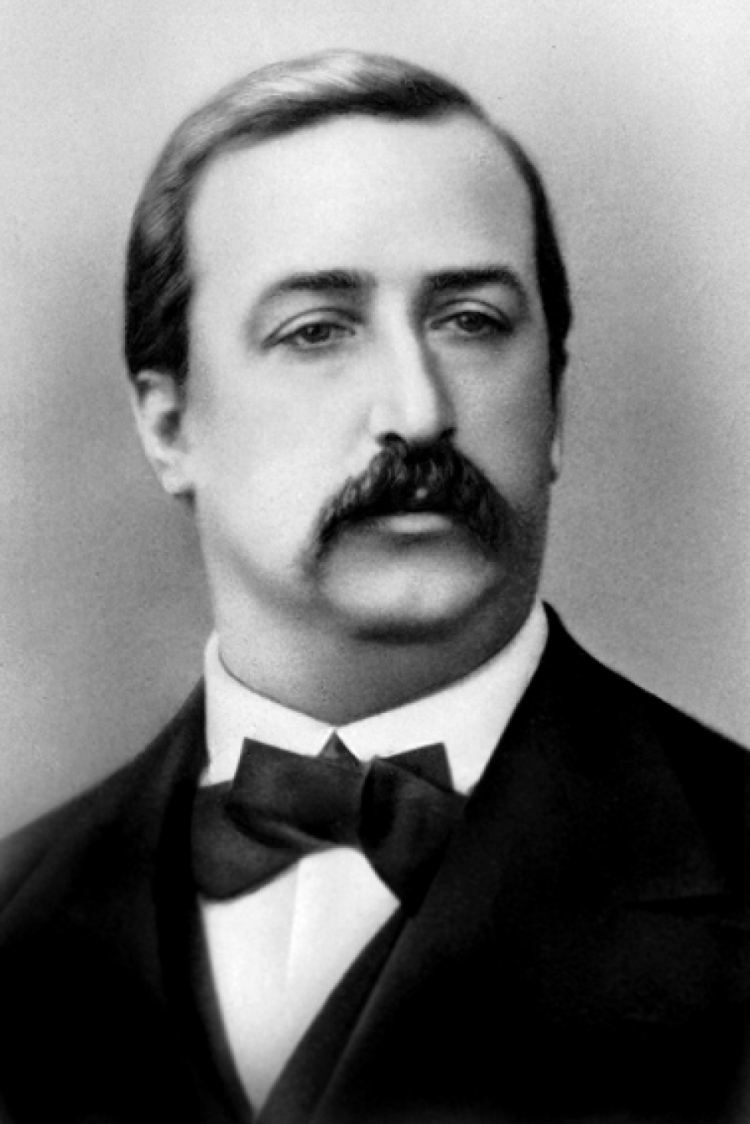
Alexander Borodin
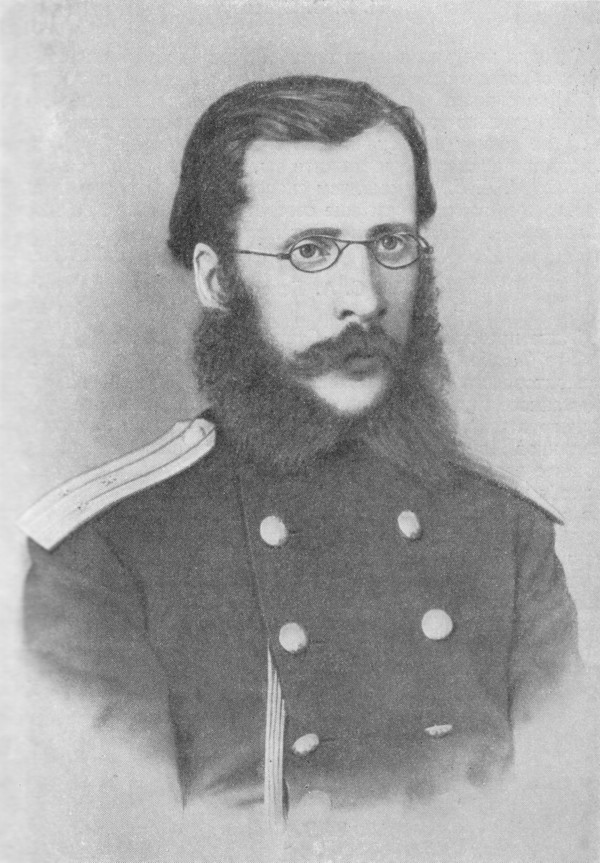
César Cui
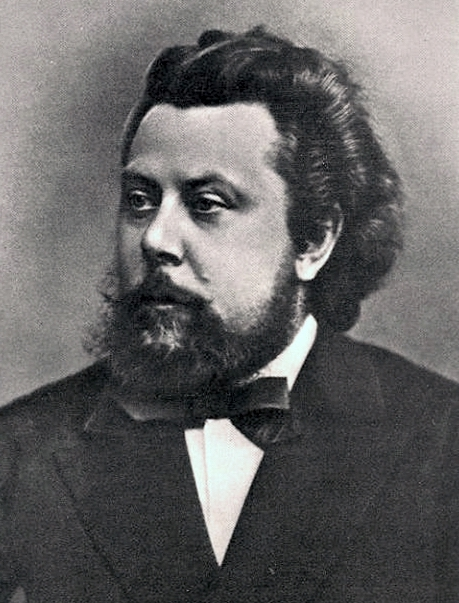
Modest Mussorgski
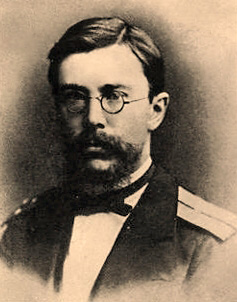
Nikolai Rimski-Korsakow

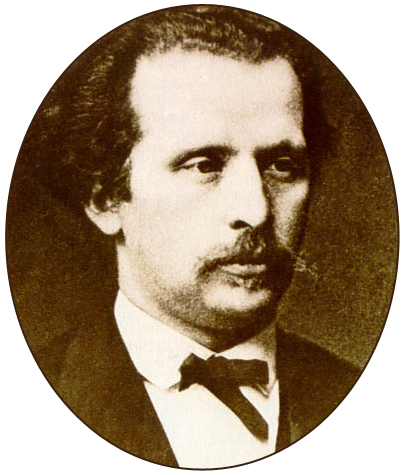
Nikolai Grigorjewitsch Rubinstein, Tschaikowskis Lehrer

Der junge Tschaikowski

- Pjotr Iljitsch Tschaikowski tritt in das von Anton Rubinstein gegründete Petersburger Konservatorium ein, wo ihn Rubinstein persönlich in Komposition und Instrumentation unterrichtet. Den theoretischen Unterricht erhält Tschaikowski bei dem polnischen Komponisten Nikolai Zaremba.

## Musikinstrumente
- Der französische Orgelbauer Aristide Cavaillé-Coll vollendet die von John Abbey begonnene Orgel in der Kathedrale von Bayeux.[1]

## Geboren

### Januar bis Juni
- 07. Januar: Christine Friedlein, deutsche Sängerin (Alt) († 1938)
- 15. Januar: Loïe Fuller, US-amerikanische Burlesk-Schauspielerin und Sängerin († 1928)
- 18. Jänner: Anna Jäger, österreichisch-deutsche Opernsängerin (Sopran) († 1937)
- 21. Januar: Julius Levin, deutscher Mediziner, Schriftsteller und Geigenbauer jüdischer Abstammung († 1935)
- 29. Januar: Frederick Delius, englischer Komponist († 1934)
- 30. Januar: Walter Damrosch, deutsch-US-amerikanischer Dirigent und Komponist († 1950)
- 03. Februar: Caroline Racicot, kanadische Musikpädagogin († 1950)
- 05. Februar: Felipe Villanueva, mexikanischer Komponist († 1893)
- 13. Februar: Karel Weis, böhmischer/tschechischer Komponist und Musiker († 1944)
- 21. Februar: Italo Casella, italienisch-argentinischer Geiger († 1936)
- 10. März: Fernand Le Borne, belgisch-französischer Komponist und Musikkritiker († 1929)
- 17. März: Eva Tetrazzini, italienische Sängerin († 1938)
- 29. März: Carl Busch, US-amerikanischer Komponist († 1943)
- 30. März: Georg Hartmann, deutscher Opernsänger, -regisseur und Intendant († 1936)
- 05. April: Louis Ganne, französischer Komponist und Dirigent († 1923)
- 08. April: Eduard Behm, deutscher Pianist und Komponist († 1946)
- 14. April: Édouard Nadaud, französischer klassischer Violinist und Musikpädagoge († 1928)
- 14. April: Ida von Scheele-Müller, deutsche Opernsängerin († 1933)
- 18. April: Max Heymann, deutsch-englischer Musikdirektor und Dirigent († 1911)

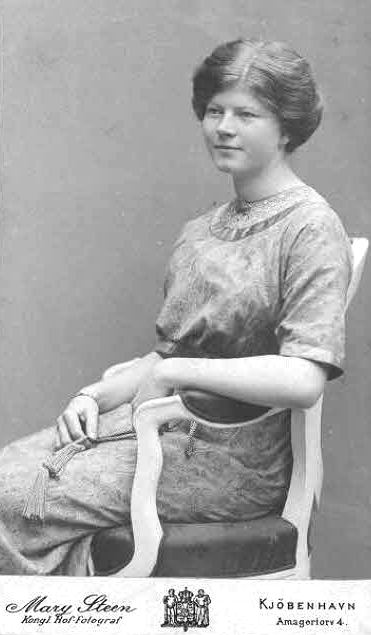
Hanka Schjelderup; * 27. Juni

- 22. April: C. Hayden Coffin, britischer Schauspieler und Sänger († 1935)
- 29. April: Carl Friedemann, Schweizer Komponist und Dirigent († 1952)
- 02. Mai: Maurice Emmanuel, französischer Komponist († 1938)
- 02. Mai: Josef Kratina, deutscher Violinist und Kammermusiker tschechischer Herkunft († 1942)
- 14. Juni: Jenny Fischer, österreichische Sängerin († 1941)
- 20. Juni: Adeline Hayden Coffin, deutsch-britische Sängerin und Filmschauspielerin († 1939)
- 21. Juni: Friedrich Wilhelm Franke, deutscher Organist († 1932)
- 21. Juni: Henry Holden Huss, US-amerikanischer Komponist († 1953)
- 25. Juni: Ellsworth Duquette, kanadischer Sänger († 1922)
- 27. Juni: Hanka Petzold, norwegisch-deutsche Sängerin, Pianistin und Musikpädagogin in Japan († 1937)
- 27. Juni: Kathleen Schlesinger, britische Musikarchäologin und Musikinstrumentenhistorikerin († 1953)
- 00. Juni (getauft): Ignacio Quesadas, mexikanischer Musiker († nach 1919)

### Juli bis Dezember
- 03. Juli: Friedrich Ernst Koch, deutscher Komponist und Musikpädagoge († 1927)
- 04. Juli: Joseph Adamowski, US-amerikanischer Cellist und Musikpädagoge polnischer Herkunft († 1930)
- 09. Juli: Carl Thiel, deutscher Organist, Kirchenmusiker und Professor für Musik († 1939)
- 14. Juli: Albert Keates, britischer Orgelbauer († 1949)
- 18. Juli: Max Gulbins, deutscher Organist, Kantor und Komponist († 1932)
- 19. Juli: Susanne Pilz, österreichische Pianistin, Klavierlehrerin und Sängerin († 1937)

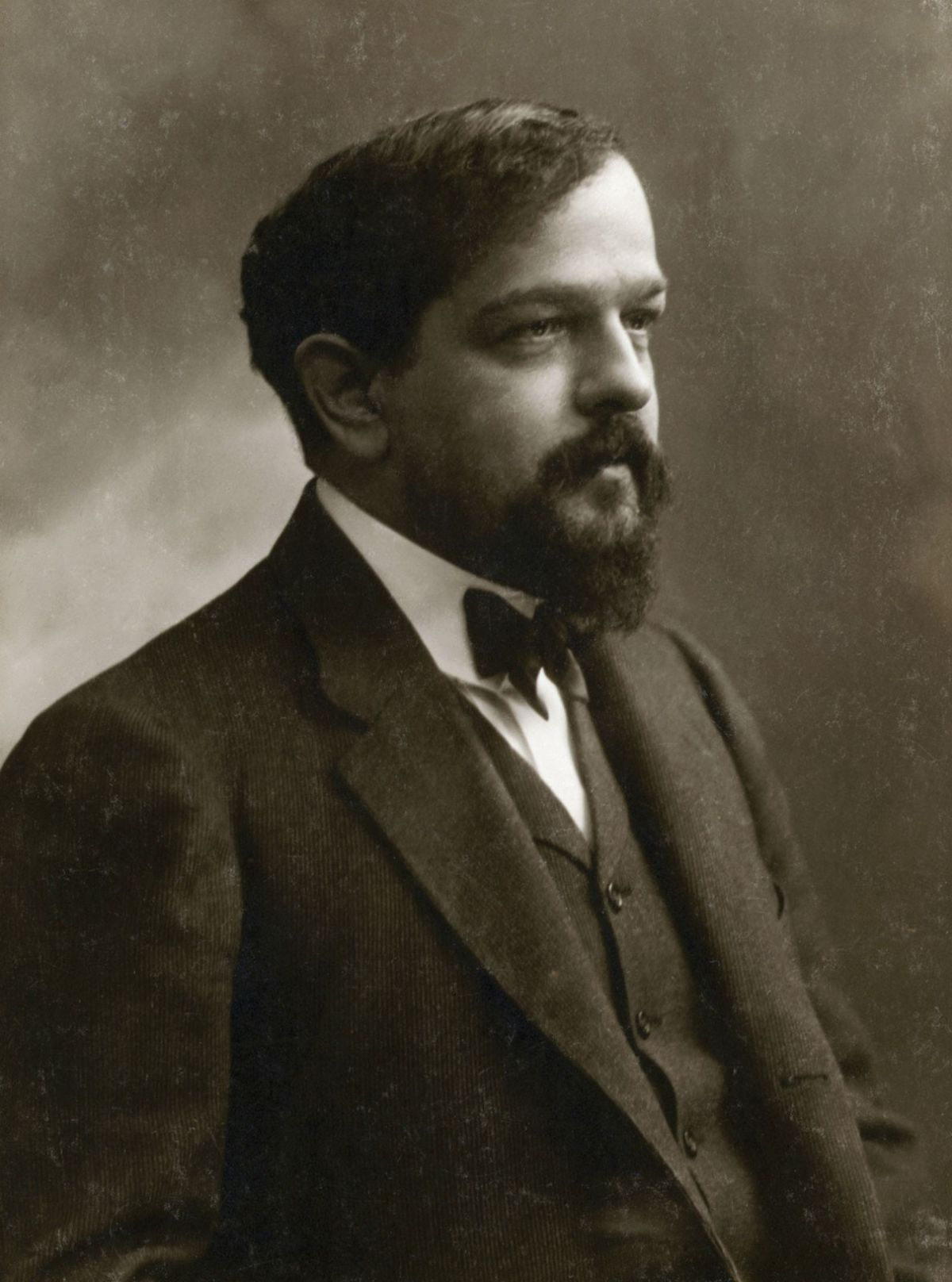
Claude Debussy; * 22. August

- 22. August: Claude Debussy, französischer Komponist († 1918)
- 02. September: Alphons Diepenbrock, niederländischer Komponist, Schriftsteller und Altphilologe († 1921)
- 06. September: Magnus Hofberg, Gründer der Harmoniumfabrik Magnus Hofberg in Leipzig († 1919)
- 08. September: Karl Ludwig Werner, deutscher Organist und Komponist († 1902)
- 10. September: Josef Sapl, österreichischer Orgelbauer († 1925)
- 25. September: Léon Boëllmann, französischer Organist und Komponist († 1897)
- 30. September: Georgi Eduardowitsch Konjus, russischer Komponist († 1933)
- 05. Oktober: Adalbert Gülzow, deutscher Musiker († 1933)
- 08. Oktober: Friedrich Jakob Erckmann, deutscher Kantor und Organist († 1944)
- 08. Oktober: Allauddin Khan, indischer Sarodspieler und Komponist († 1972)
- 08. Oktober: Emil von Sauer, deutscher Komponist, Pianist und Musikpädagoge († 1942)
- 10. Oktober: Arthur De Greef, belgischer Pianist und Komponist († 1940)
- 12. Oktober: Ferdinand Pfohl, deutscher Musikkritiker, Schriftsteller und Komponist († 1949)
- 15. Oktober: Conrad Ansorge, deutscher Pianist, Komponist und Musikpädagoge († 1930)
- 23. Oktober: Léon Durocher, französischer Chansonnier, Schriftsteller, Journalist und bretonischer Barde († 1918)
- 24. Oktober: Fritz Espenhahn, deutscher Cellist († 1927)
- 27. Oktober: Karl Walter, deutscher Organist, Pädagoge, Wissenschaftler, Orgel- und Glockensachverständiger († 1929)
- 01. November: Johan Wagenaar, niederländischer Komponist und Organist († 1941)
- 04. November: István Thomán, ungarischer Pianist und Musikpädagoge († 1940)
- 14. November: Adolphe Hennebains, französischer Flötist und Hochschullehrer († 1914)
- 16. November: Jacques Rouché, französischer Herausgeber und Operndirektor († 1957)
- 23. November: Albert Gorter, deutscher Kapellmeister und Komponist († 1936)
- 23. November: Alberto Williams, argentinischer Komponist und Dirigent († 1952)
- 24. November: Bernhard Stavenhagen, deutscher Komponist und Pianist († 1914)
- 25. November: Ethelbert Nevin, US-amerikanischer Pianist und Komponist († 1901)
- 29. November: Friedrich Klose, deutscher Komponist († 1942)
- 07. Dezember: Heinrich Bewerunge, deutscher Kirchenmusiker († 1923)
- 16. Dezember: Charles A. E. Harriss, kanadischer Musikmanager, Komponist, Organist, Dirigent, Chorleiter und Musikpädagoge († 1929)
- 17. Dezember: Moriz Rosenthal, polnisch-amerikanischer Pianist († 1946)
- 28. Dezember: Paul Kunisch, deutscher Musikdirektor und Komponist († 1938)
- 31. Dezember: Mieczyslaw Jaronski, polnischer Violinvirtuose und Lehrer († 1922)

### Genaues Geburtsdatum unbekannt
- Frederick Maxson, US-amerikanischer Komponist und Organist († 1934)
- Max Zweiniger, deutscher Komponist und Chorleiter († 1910)

## Gestorben

### Todesdatum gesichert
- 05. Januar: Franz Joseph Fröhlich, deutscher Pädagoge und Musikwissenschaftler (* 1780)
- 18. Januar: James Calkin, englischer Organist, Pianist, Geiger und Komponist (* 1786)
- 07. Februar: František Škroup, böhmischer Komponist und Dirigent (* 1801)
- 10. Februar: Joseph Klein, deutscher Musiklehrer und Komponist (* 1802)
- 13. Februar: Leopold Schefer, deutscher Dichter und Komponist (* 1784)
- 09. März: Antonie Leißring, deutsche Sängerin (Sopran) (* 1805 oder 1815)

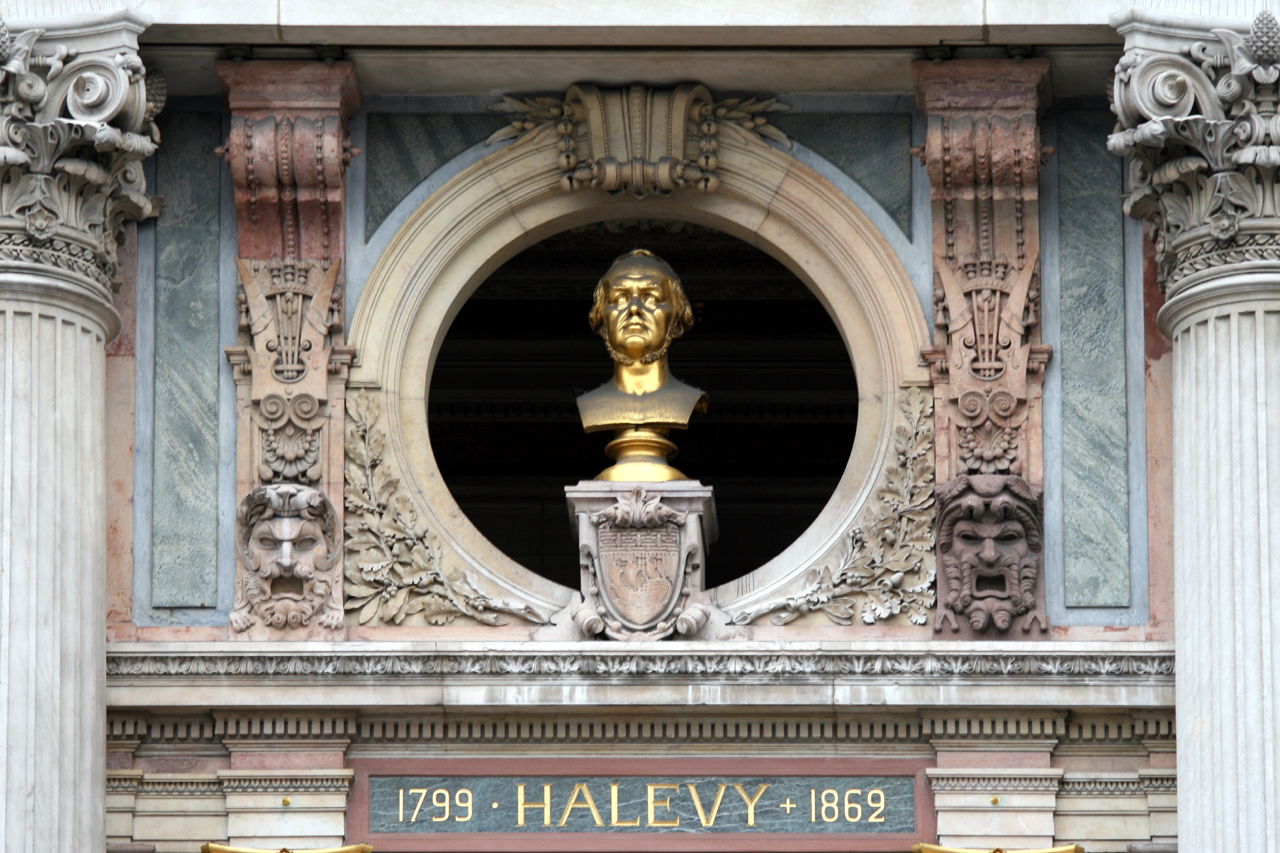
Büste Halévys in der Pariser Oper

- 17. März: Fromental Halévy, französischer Komponist und Musikpädagoge (* 1799)
- 03. Mai: Amancio Alcorta, argentinischer Komponist und Politiker (* 1805)
- 21. Mai: Edwin Pearce Christy, US-amerikanischer Komponist, Sänger, Schauspieler und Theaterproduzent (* 1815)
- 29. Mai: Franciszek Mirecki, polnischer Komponist (* 1791)
- 14. Juli: José Escolástico Andrino, salvadorianischer Komponist (* 1817)
- 03. August: Ernst Friedrich Gerhard Fischer, deutscher Musikdirektor, Pianist und Komponist (* 1806)
- 22. August: Charles Wugk Sabatier, kanadischer Pianist, Komponist und Musikpädagoge (* 1819)
- 31. August: Ignaz Aßmayer, österreichischer Komponist und Kirchenmusiker (* 1790)
- 11. September: Michael Greiner, deutsch-österreichischer Sänger und Schauspieler (* 1798)
- 15. September: Hermann Dreymann, deutscher Orgelbauer (* 1824)
- 18. September: Carl Nicolaus Türrschmidt, deutscher Hornist und Musiklehrer (* 1776)
- 09. Oktober: Joseph Fischer, österreichischer Sänger, Impresario und Komponist (* 1780)
- 20. Oktober: François Sudre, französischer Musiklehrer und Erfinder der musikalischen Plansprache Solresol (* 1787)
- 17. November: Alexei Nikolajewitsch Werstowski, russischer Komponist (* 1799)
- 25. Dezember: Adolph Kullak, deutscher Pianist und Musikschriftsteller (* 1823)
- 28. Dezember: Ignaz Tomaselli, österreichischer Sänger und Schauspieler (* 1812)

### Genaues Todesdatum unbekannt
- Johann Nepomuk Tröndlin, deutscher Klavierbauer (* 1790)